# برمو اسید
برماس اسید (به انگلیسی: Bromous acid) با فرمول شیمیایی HBrO۲ یک ترکیب شیمیایی با شناسه پاب‌کم ۱۶۵۶۱۶ است. که جرم مولی آن ۱۱۲٫۹۱۱ g/mol می‌باشد. 